# Phaeochrous borealis
Phaeochrous borealis is een keversoort uit de familie Hybosoridae. De wetenschappelijke naam van de soort is voor het eerst geldig gepubliceerd in 1984 door Kuijten.